# سوزان بينتون
سوزان بينتون (بالإنجليزية: Susanne Benton)‏ هي ممثلة أمريكية، ولدت في 3 فبراير 1948 في الولايات المتحدة. من الجوائز التي نالتها Florida Women's Hall of Fame ‏.

## جوائز
- Florida Women's Hall of Fame [الإنجليزية]‏

## وصلات خارجية
- سوزان بينتون على موقع IMDb (الإنجليزية)
- سوزان بينتون على موقع قاعدة بيانات الفيلم (الإنجليزية)